# جليزا 832 b
جليزا 832 b تختصر تسميتة إلى (Gl 832 b أو GJ 832 b) هو كوكب خارج المجموعة الشمسية على بعد 16.1 سنة ضوئية (4.93 فرسخ فلكي، أو نحو 151,400,000,000,000 كم) من الأرض في كوكبة الكركي الجنوبية يدور حول قزم أحمر يسمى جليزا 832. اكتشف في 1 سبتمبر 2008 في المرصد الفلكي الأسترالي باستخدام طريقة السرعة الشعاعية.
يستغرق الكوكب 3416 يوماً ليكمل مدارة حول النجم المستضيف في متوسط مسافة مدارية قدرها 3.4 وحدة فلكية. وهذة الفترة هي أطول فترة لكوكب خارج المجموعة الشمسية حول قزم أحمر يشبة المشتري.